# 地下水

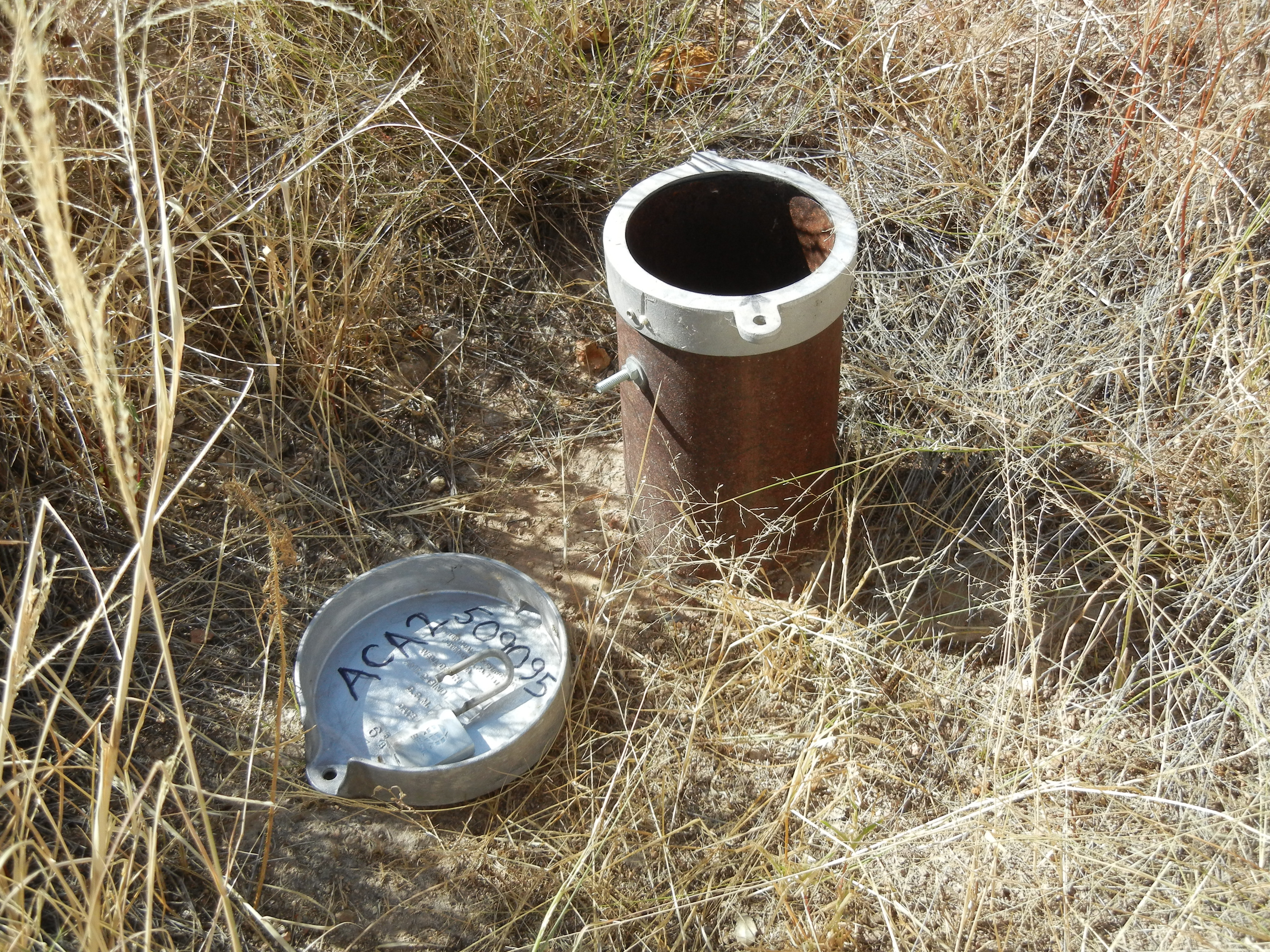
地下水のモニタリング

地下水（ちかすい）とは、広義には地表面より下にある水の総称であり、狭義では、特に地下水面より深い場所では帯水層と呼ばれる地層に水が満たされて飽和しており、このような水だけが「地層水」や「地下水」と呼ばれ、地下水面より浅い場所の水は「土壌水」と呼ばれる。このような狭義では、両者を含めた地表面より下にある水全体は「地中水」と呼ばれる。広義の地下水に対して、河川や湖沼、ため池といった陸上にある水は「表流水」と呼ばれる。

## 関連用語類
地盤は水分を吸収する能力（性質）を持っており、これを浸透能というが、この浸透能により地中に地下水が蓄えられることとなる。地下水は、地表に流出して河川や池・湖などの地表水を形成する。また、生活用水・農業用水・工業用水などに使用されたり、水温の高いものは温泉として利用されたりするなど、人間の生活活動・経済活動を支える重要な資源とされている。人間は井戸によって地下水を得ることが多い。一方、地下水は斜面崩壊、地すべり、土石流など自然災害の原因ともなっている。
地下水を扱う研究分野には、水文学や水理学などがある。
なお、廃棄物の最終処分場において、その土壌に含まれる水については地下水とは呼ばず、保有水という。処分場は構造上、一般環境から隔離されており、その内部にのみ保有されているという意味である。

## 水の循環
地球に限定すれば、水は地上や地下、そして大気中を長い時間をかけて循環しており、地下深くに浸透した水が「涵養」「流動」「流出」という過程を経てふたたび地上に出現する大きな循環系を構成している。このような地球規模での大きなスケールの循環では、地表面や大気中の水の循環は「地表水循環系」と呼ばれ、地面より下の水の循環は「地下水循環系」と呼ばれる。

### 涵養
地下水の大部分は大気中の水分が雨や雪などのかたちで地表面に降水となって降ることで、地面の下に流入する。降水に限らずこのように何らかの水が地下への流入することが「涵養」である。天水とも呼ばれる降水は、地表の浸透能によって多くが地中に浸透する。
海水を由来とする地下水もある。太古に海だった地域が、長い年月の間に陸となり、海水が地中に残存して地下水となったものである。こうした地下水を化石海水（かせきかいすい）といい、アメリカ中西部プレーリー平原の化石水が代表的なものである。化石海水は、数千万年 - 数億年前に形成されたと見られている。化石海水はもともと海水だったため、塩分を多量に含む塩水であることが多く、人間にとって利用しにくい地下水である。しかしながら、日本の関東地方南部の地層中の化石海水は、メタンやヨウ素を多量に含むため、千葉県を中心に、資源として産業的に利用されている（南関東ガス田）。東京都区部や川崎・横浜市内の温泉もまた、同じ化石海水を利用している（2007年の渋谷温泉施設爆発事故は、化石海水から分離したメタンガスを適切に処理しなかったことが原因であった）。
また、プレートテクトニクスに由来する地下水もある。大陸プレートが海溝などで他の大陸プレートの下部へ潜り込む際、周辺の海水も一緒に引きずり込まれる。地殻内部へ引きずり込まれた海水は、マグマ熱などにより、地表近くへ上昇して地下水となるものもある。こうした地下水は、高温であることが多く、温泉を形成することがよく見られる。

### 流動

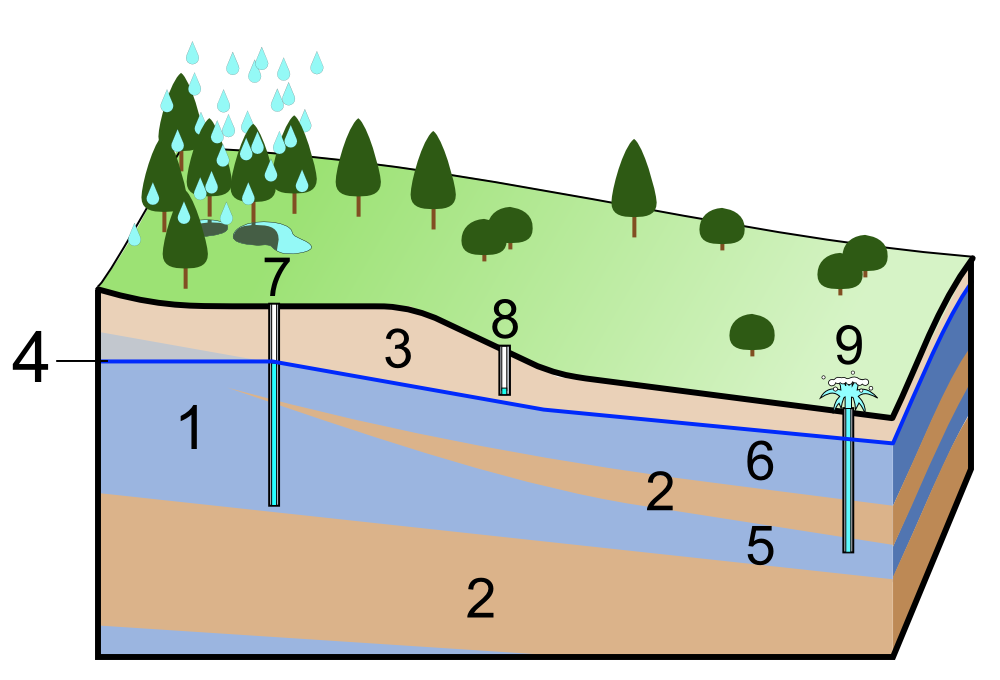
地下の構造(帯水層と難透水層)
1.帯水層 2.難透水層 3.不飽和帯 4.地下水面 5.被圧地下水 6.不圧地下水 7.深井戸 8.浅井戸 9.自噴井

地中へ浸透した直後の地下水は、その場に完全に留まるようなことはほとんどなく、不飽和水であれば比較的早期に地上へ蒸発したり湧き出したりするが、さらに深く浸透して飽和水となれば土の粒子間をゆっくりと流れて土中を遠くまで移動してゆくことになる。流量の多い地下水は「循環地下水」と呼ばれ、流量が少なく一箇所に滞留したままの地下水は「化石水」と呼ばれて区別されることがある。
地表近くの流れ
地中に浸透した地下水は、ふたたび地表に湧出して河川や池沼のような地表水となるか、地下のまま海岸線を潜り抜けて沿岸の海底に湧き出る。地中へ浸透せずに地表水となる水流をホートン地表流というが、地表の浸透能は非常に高いため、舗装の多い都市部などでない限り、降水のほとんどはホートン地表流となることなく、一度は地中に吸い込まれて地下水となる。同位体を用いた水文調査の結果によると、洪水時でさえも、地表水は地下水から供給されていることが判明している。すなわち、地中に浸透できなかった降水によって洪水が発生するのではなく、多量の降水が地中に浸透し、それまでの地下水が追い出されて洪水が発生するのである。

#### 流速
帯水層の中の地下水はゆっくりと流れ、概ね1日に数cmから数百メートル、平均では1メートル／日ほどである。一般に不圧地下水（後述）は被圧地下水に比べて早く流れ、特に河川に沿って流れる地下水は地上の流れに似た動きで比較的早く流れる。反対に被圧地下水の流れは遅く、ほとんど停滞しているものもある。
地下水の流速を求めるには、1856年にフランス人技術者、アンリ・ダルシー(1803-1858)が発見したダルシーの法則が用いられる。
地下水の流速 = 透水係数 × 動水勾配
- 透水係数：地層が水を通す度合い
- 動水勾配：2点間の水頭差を距離で割ることで、傾きとして表したもの

透水係数と動水勾配はその地層の地質構造に左右されるが、地質構造を明らかとするには実際に現地で調査を行うほかない。そのため、地下水の実態把握には、現地調査が重要である。
その調査方法としては、井戸やボーリング孔を掘って地中を調べる方法、地中に電流を通して電気伝導率を調べる方法、pH、水温、弾性波で調べる方法などがあるが、最も効果を上げているのが、地下水に含まれる水素の同位体であるトリチウムを測定して調査する方法である。この同位体測定法により、実際の地下水の流速や流動方向などが、地域によってはかなり詳細に判明することもある。

#### 地下水面
地中を観察すると、砂や土の粒子の間隙に水が浸透している。このとき、水が完全に満たされていない状態（不飽和状態）であれば「土壌水」と呼ばれ、粒子の間隙に水が完全に満たされた状態（飽和状態）であれば「地層水」や「間隙水」、「地下水」と呼ばれる。土壌水と地下水との境界は地下水面と呼ばれる。地下水面には、井戸または掘削孔中に現れる水面としての定義もある 。
地下水面を境として、上部（土壌水の存在する部分）を不飽和帯、下部（地下水の存在するところ）を飽和帯または帯水層と呼ぶこともある。さらに不飽和帯を二分し、その下部を毛管水帯、その上部を懸垂水帯と呼ぶこともある。帯水層の厚みや状態、水自身の流動によって地下水面の高さには凹凸が生じる。
地下水面より上の不飽和帯内と地下水面にある水は、不飽和帯内の土壌の間隙を経て地上と通じているために大気圧とほぼ同じ圧力状態にあり、「不圧地下水」や「自由地下水」と呼ばれる。地下水面より下にある飽和帯内の水は、周囲の土壌や水自身の重みによって圧力を受けるために大気圧より高い圧力状態となっており、「被圧地下水」と呼ばれる。
地下水面より下の地下水は、面的あるいは空間的に存在している。「地下水脈」という概念があるが、地下水を線的なものとして捉えるのは正確ではない。ただし、カルストなどの岩盤中の地下水は線的な賦存状況を示す場合もある。
平野部には数十メートルを超える井戸が多数存在し、揚水を行っている。また、地下水は地層構造により第一帯水層・第二帯水層等の幾層にも分かれて重なっている。地下水流向は同一平面位置であっても各帯水層によって異なる場合が多く、全く逆方向の流向も珍しくない。

#### 貯留量
一定地域内に存在する地下水の量は、涵養や他から地下を経由しての流入によって増加し、地表への流出や地下を経由しての流出によって減少する。このような地下水の量は、地上でのダムなどと同様に貯留量で表現される。地下深くに溜まっている大量の地下水の中には、流入量が少ないものがあり、井戸などによって人工的に大量の水を汲み出すと貯留量は急速に減少し、場合によっては枯渇する。

#### 滞留時間
地下水が地下に留まっている平均時間は「滞留時間」と呼ばれ、想定される貯留量と流動量から計算される。オーストラリアの大鑽井盆地では110万年以上、黒部川扇状地の砂丘では0.14年と推定されている。
| 地域               | 帯水層                   | 滞留時間            |
| ------------------ | ------------------------ | ------------------- |
| オーストラリア     | 大鑽井盆地               | 1,100,000年（最大） |
| エジプト           | サハラ砂漠北東部         | 45,000年（最大）    |
| シナイ半島         | 西端の泉と死海近くの井戸 | 約30,000年          |
| 中央ヨーロッパ     | 深度100-800m             | 10,000-10,500年     |
| ベネズエラ         | マラカイボ市             | 4,000-35,000年      |
| 南アフリカ         | カラハリ砂漠             | 430-33,700年        |
| 旧チェコスロバキア | 山河小流域からの地下水   | 2.5年               |
| ニュージーランド   | ワイコロププ泉           | 0-20年              |
| 米国テキサス州     | カリゾ砂岩               | 27,000年（最大）    |
| 米国ハワイ州       | オアフ島                 | 100年               |
| 米国インディアナ州 | 氷河堆積物               | 25年                |
| 韓国               | 済州島                   | 2-9年               |
| 東京湾岸           | 深度200-2,000m           | 2,840-36,750年      |
| 岩手火山           | 山麓湧水                 | 17-38年             |
| 八ヶ岳             | 山麓湧水                 | 1-100年             |
| 会津盆地           | 自噴井深度30m            | 13年                |
| 千葉県市原市       | 養老川流域1520m以浅      | 0-30年              |
| 瀬戸内海の小島     | 花崗岩の基盤             | 0-30年              |
| 黒部川扇状地       | 芦崎砂丘                 | 0.14年              |
| 那須岳周辺         | 低水時の河川水           | 2-3年以上           |

#### 地下水ポテンシャル
地下水ポテンシャル（流体ポテンシャル、水理ポテンシャルともいう）とは、ある地中点における地下水の存在状態のことである。水理学では、ポテンシャル概念を水頭と呼ぶ。
地下水ポテンシャルは、速度・密度・高度・圧力の4つの物理量を変数（スカラー）とするが、現実的に、速度は無視できるほど非常に遅いので除外出来る。また、観測対象地域の各観測点の密度の違いも無視できるほどであるため、地下水ポテンシャルは高度（位置エネルギー）と圧力のポテンシャルの和、すなわち次の数式で近似できる。
- 地下水ポテンシャル（水理水頭）= 重力ポテンシャル（位置水頭）+圧力ポテンシャル（圧力水頭）

ある地下水が、地下水ポテンシャルの高い観測点Aから低い観測点Bに移動した場合、AB間の地下水ポテンシャルの差は、運動エネルギー、および、両地点間にある地層による摩擦を受けて熱エネルギーとなる。エネルギー保存の法則から、観測点Bの地下水ポテンシャル、運動エネルギー、および、発生した熱エネルギーの和は、観測点Aの地下水ポテンシャルと等しい。すなわち、地下水の運動エネルギーは地下水ポテンシャルの差によって生じ、地下水は、地下水ポテンシャルの高い方から低い方へ流れるといえる。これを慣例的にポテンシャル流れという。
地下水ポテンシャルは、井戸を掘ることで測定することができる。ある任意の基準面から井戸の中の水位までの高さが、地下水ポテンシャルの高さを表す。このとき、井戸の中の水位を地下水位ということもある。地下水ポテンシャル = 地下水位は、同一地点であっても深度方向によって異なる。例えば、低標高の平野部では、浅い地層よりも深い地層の方が地下水ポテンシャル = 地下水位が高い場合が多く、深い井戸を掘ると地下水位が地表面より高くなることさえある。こうした自噴する井戸を自噴井という。
地下水位と地下水面は、よく似た用語であるが厳密には異なる。地下水位は、地下水ポテンシャルの大きさを表す用語であるのに対し、地下水面は、地下水帯水層の上部境界を示す用語である。短期的に見れば、地下水面の位置は一定だが、地下水位は深度によって異なる。なお、地下水面は、地下水ポテンシャル = 重力ポテンシャルとなる点の連続面と定義することもでき、地下水面上では、地下水面と地下水位が等しくなる。

### 流出
透水層が地上面に露出していたり、井戸などの設備で人工的に汲み上げたりすることで地下水の流出が生じる。また、特に深い地下にあって難透水層に挟まれた透水層内の水は、かなり高い圧力を受けることがあり、この透水層が地表面近くになるとわずかな深さの井戸でも地表へ水が噴き上がる「自噴井」（じふんせい）となる。不圧地下水（自由地下水）の存在する地下まで掘られた比較的浅い井戸は「浅井戸」、被圧地下水の存在する地下まで掘られた比較的深い井戸は「深井戸」と呼ばれることがある。

## 分類
地下水は、特徴や水の対比等を目的として、いくつかの視点から分類されている。なお地下水の賦存状態の区分については、帯水層を参照のこと。ここでは水質区分について記述する。

### 主要成分の濃度
全塩類濃度により、以下の3つに分けることは最も多く行われている。
- 淡水
- 汽水
- 塩水

### 主要成分の当量比
塩水（海水や化石塩水（化石海水ともいう））との交換、塩基置換、などの水質変化・進行現象を解釈する際に、以下のような当量比で区分する。
- {\displaystyle Na/Cl}
- {\displaystyle Mg/Cl}
- {\displaystyle SO_{4}/Cl}

これらにより、塩基置換・炭酸の変化・有機物の分解・酸化還元などを、地下水と地層の接触時間や、滞留時間等の解析として用いられる。

### 主要塩類
溶存成分により、仮想的な結合を考え、その塩類によって区分を行う。これは温泉の区分で行われている方法であるのかもしれない

## 人間活動

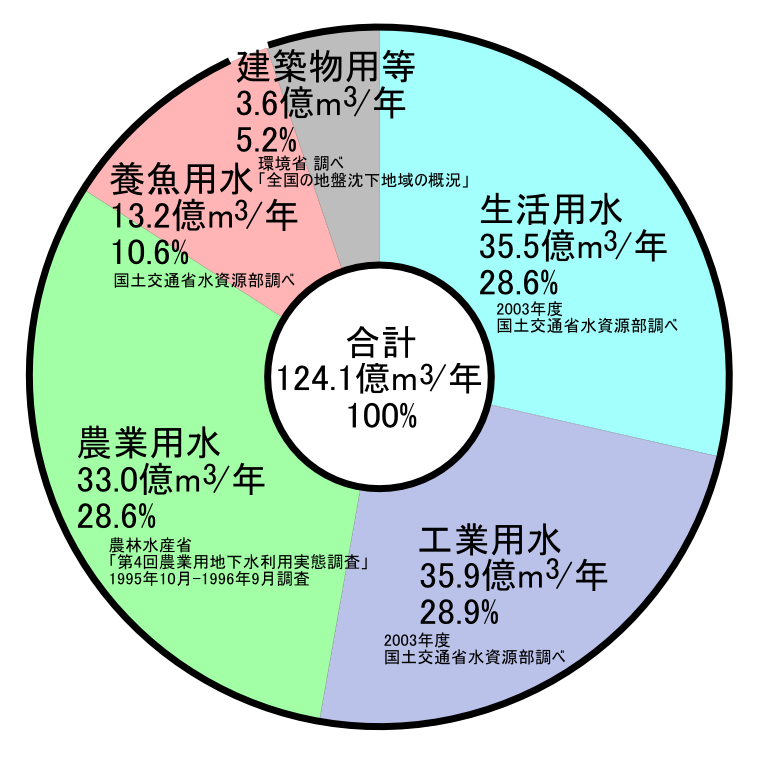
日本における地下水の利用状況

鉱工業の発展に伴い地下水が汚染される例が多く地域でみられる。日本においては、汚染水を地下に浸透させることを禁止してからあまり年月が経っていない。例えば、大阪の鉱山保安法適用事業所 (OAP) において地下55m付近もの深部において汚染が確認されており、人間の経済活動が清浄な地下水を利用し、汚染してきた歴史の悪例である。さらに、健全な水循環は人間活動を行う上で必須の条件であり、都市部と言えども緊急時においては清浄な地下水の確保が生命線となるので、都市における地下水環境保全が求められている。
世界的にみれば、20億人以上が飲用水やかんがい用水を地下水に依存するなど、地下水源へのかん養量を上回る水利用が行われており、「環境の時限爆弾」とも呼ばれている。今後100年以内に完全に補充される地下水は、供給量全体の半分にとどまるという研究結果も提示されている。

## 資源

### 探査法
地下水を専門とする学問分野として「地下水学」があり、地下水学での地下水に関する資源探査の方法は次の3つに大別できる。
文献資料
文献資料によって河川や湖沼、湧水といったものの過去の状況を知ることができる。
現地での地勢確認
地上に現れている土地の凹凸や河川、湖沼などの流水の現況を知ることで地下の状況を推察する手がかりとする。
地下の調査
実際にボーリングを行って土壌や水を採取する物理的な方法や、地面の抵抗値を測ったり、地下に向けた電磁波から生じる電流や二次的な電磁波を測定する電気・磁気的方法、割れ目から漏れるガスを測定する化学的な方法、地球の引力の僅かな差から岩石の種類を推定する重力を用いた方法、などが用いられる。

### 特徴
地下水を長期にわたって最大の利益を得るように利用するために、地下水を保全する視点を持つ必要がある。特に地下水は、地下水の特徴からくる制約事項がある。
1. 地下水は貯留量が大きいが、地下に賦存しているが故、それを直接目視することができない。また貯留量が大きいが故、利用する（揚水）に際して、その反応が現れるまでに時間を要する。したがって、地下水を管理する場合は、長期的視点に立つ必要がある。
2. 地下水への涵養（かんよう）量は貯留量に比べてわずかであり、揚水量が涵養量よりも上廻っている場合、貯留の減少が起き安定的に利用できなくなることに加え、地盤沈下が発生する。

### 地下水資源量の考え方
利用できる地下水の量は、必ずしも涵養量と等しくない。地下水の揚水により様々の障害が発生しない量が、利用量すなわち資源量となる。例えば南関東地域や濃尾平野でみられる広域地盤沈下は、涵養されにくい粘土層中の間隙水を揚水により絞り出すことで発生した。水循環における涵養量を超えなくとも、地盤沈下は発生する。この場合の資源量は、地盤沈下を発生させない地下水位低下量（揚水量）が地下水資源量となる。また個別の井戸の揚水量ではなく、地域の揚水量となることにも注意が必要である。

### 日本における公水論と私水論
昭和40年代ごろより、地下水は、公共財的性格が強い（地下水は流動し私有地に滞留しているものではない（水循環の一翼を担う）、周辺も含めた土地の環境機能の根幹をなす）とする立場の「公水論」と、土地所有者が井戸などを設置して個人的に利用できるものであることから私的財産に含まれるとする「私水論」が議論されている。昭和30年代頃より激しくなった地盤沈下の原因が、地下水の揚水によるものと結論づけられた昭和40年代頃より始まった議論である。
法的には土地の所有権について「法令の制限内に於いて其の土地の上下に及ぶ」（民法207条）としていることから、地下水は私有財産とされているが、公水とする判例もでている。現在まで国の各省庁による議論が行われてきたが、定まった・統一された地下水に関する考え方はない。
同様の議論は土壌、特に土壌汚染対策において土壌環境機能を将来にわたり制限してしまうことについて、土壌環境機能の公共性と、土地そのものを構成する物質としての私有財産の議論がある。土壌は地下水のように移動せず、また土地を構成する主体であることから、公共性については概念のみ提案されている。
1990年代の中頃より地下水汚染が各地で表面化し、それまでの地盤沈下防止対策、そして世論の環境意識の向上により、地下水を公水として考える社会的背景が形成されてきている。一方、土地所有権を地盤を所有する権利という視点に立てば、地下水は地盤を構成する三要素（1.岩石・土粒子等の固体、2.地下水等の液体、3.空気等の気体）のうちの一つと考えられることから、地下水は土地所有権に付随するものという概念は、今なお残されていることに留意が必要である。なお地下水は、自由に流動する液体であることから、私有財産に相当しないとする考え方もある。
参考文献
- 「諸外国及び我が国における地下水法制度等調査（平成3年度地下水利用評価調査報告書）」国土庁長官官房水資源部（平成4年3月）p.314

## 環境問題

### 地盤の沈下と地下水位の回復
日本では、戦前（第二次世界大戦前）より工業用水として安価な地下水が利用されてきた。工業化の進む1960年代ごろより、関東・濃尾等の地域で広域な地盤沈下が確認され、海面よりも低い地域（海抜ゼロメートル地帯）が出現した。地下水が大規模公害問題として注目された最初の例である。地盤沈下では多くで不等沈下が起き、相対的に浮き上がる埋設物もある。各地で地下水の揚水を規制する条例が制定され、地盤沈下は沈静化していった。
揚水規制が行われた以降、低下していた地下水位の回復が見られ始めた。沈下は抑制される一方、地下水位の低い時期に地下に設置された構造物に、いくつかの問題が発生し始めた。例えば東京では、地下室の浮上（東京駅地下エリア）や、地下埋設管路への地下水流入などが発生し、対策工事が行われている。

### 汚染

#### 人為由来
産業活動にともなう各種の化学物質等による汚染が各所で発生している。例えば農業で使用する農薬や、工業等により排出される廃棄物が地中に浸潤することで、地下水汚染が発生している。

### 底質汚染
有害物質を含む地下水が川や池等に流れこむと地下水に含まれていた有害物質は凝集沈殿し、水底に堆積する。底質に多くの有害物質が蓄積されると底質汚染が引き起こされる。水底や底質に生きる動植物が体内で有害物質を濃縮蓄積し、食物連鎖を通してさらに高濃度の有害物質が動物の体内で形成さる。これらを人が食することで、人への健康被害が懸念されている。

### 水源林保護の課題
近年、日本国内の良質な地下水（表流水の一部も含むと言われている）を輸出するため、国外企業が、経済的に疲弊している林業事業者から大規模に森林(水を保水・供給するという意味での水源林)を購入していることが明らかとなった。日本には規制する法令等が未整備であることから、大量の採水が行われ、大量に系外に出されることにより水循環を阻害する事が危惧されている。
2019年、農林水産省が外国資本による森林買収の事例について調査を行った結果、2018年に居住地が国外にある個人、法人が森林を買収したケースは合計30件373haにとどまった。2006年から2018年までの累計でも223件、2076haであり、日本全体の森林面積約2510万haから比べるとわずかな値にとどまっている。